# Mission dangereuse au Kurdistan
Pour plus de détails, voir Fiche technique et Distribution.
Mission dangereuse au Kurdistan (Durchs wilde Kurdistan) est un film germano-espagnol réalisé par Franz Josef Gottlieb, sorti en 1965, d'après l'œuvre de Karl May. Il est suivit d'une suite dans Au royaume des lions d'argent.

## Synopsis
Lorsque Ahmed El Corda, le fils du cheikh des Haddedihn, défend aux soldats sous le commandement de Machredsch de Mossoul de prendre de l'eau depuis un point dans le désert, il est capturé après s'être battu et emmené à la prison de Buruscu. Il doit être exécuté. Kara Ben Nemsi, qui a vaincu le bandit appelé le Protecteur, est honoré par le Padischa et veut retourner chez lui quand il apprend l'arrestation. Il part avec Halef Omar Haji, pour délivrer El Corda. En chemin, ils rencontrent Sir David Lindsay et son serviteur Archie, qui se joignent à eux. Peu après, ils repoussent une attaque des soldats de Machredsch au village des Yézidistes. Battu, Machredsch veut se venger.
À Buruscu, Kara Ben Nemsi acquiert la confiance du chef des lieux, mais il tombe dans un piège de Machredsch. Il parvient heureusement à se sauver et à prendre avec lui Ahmed El Corda. Mais David Lindsay, Archie et Ingdscha, la fille du chef des Chaldéens, ainsi que sa servante Benda sont entre-temps tombés entre les mains de Machredsch. Durant une tentative d'évasion, le cheikh Mohammed Emin, le père d'Ahmed El Corda, est abattu. Le cheikh Kadir Bei, qui a assisté au combat, arrête la troupe. Tandis qu'il libère Ingdscha et Benda, il condamne à mort les amis de Kara Ben Nemsi. À la poursuite du Mossouli, Kara Ben Nemsi se bat avec Machredsch. Dans la bagarre, Machredsch disparaît en tombant dans un ravin.

## Fiche technique
- Titre original allemand : Durchs wilde Kurdistan
- Titre espagnol : El salvaje Kurdistán
- Titre français : Mission dangereuse au Kurdistan[1]
- Réalisation : Franz Josef Gottlieb, assisté de Thomas Grimm
- Scénario : Franz Josef Gottlieb et José Antonio de la Loma
- Musique : Raimund Rosenberger (de)
- Direction artistique : Hans-Jürgen Kiebach, Ernst Schomer
- Costumes : Irms Pauli
- Photographie : Robert Ziller, Francisco Marín (de)
- Son : Max Galinsky, Gerhard Müller
- Montage : Walter Wischniewsky
- Production : Artur Brauner
- Sociétés de production : CCC-Film, Balcázar Producciones Cinematográficas
- Société de distribution : Gloria
- Pays d'origine :  Allemagne de l'Ouest,  Espagne
- Langue : allemand
- Format : Couleurs - 2,35:1 - Mono - 35 mm
- Genre : Film d'aventure
- Durée : 122 minutes
- Dates de sortie :
  -  Allemagne de l'Ouest : 20 septembre 1965.
  -  Espagne : 20 mars 1968.

## Distribution
- Lex Barker : Kara Ben Nemsi
- Marie Versini : Ingdscha
- Ralf Wolter : Hadschi Halef Omar
- Dieter Borsche : Sir David Lindsay
- Chris Howland : Archibald
- Gloria Camera : Benda
- Wolfgang Lukschy : Ali Bei
- Werner Peters : Chef de Buruscu
- Đorđe Nenadović : Machredsch de Mossoul
- Gustavo Rojo : Ahmed El Corda
- Anne-Marie Blanc : Mara Durimeh
- Charles Fawcett : Cheikh Mohammed Emin / Cheikh Kadir Bei
- Fernando Sancho : Padischah
- J. M. Cafarell : Selin Aga
- Soraya Hussein : Danseuse
- Kurt Waitzmann : Le frère d'Ingdscha
- Antonio Iranzo : Durek
- Tito García (es) : Sergent
- Juan Cazalilla : Lieutenant
- Milo Quesada : Miralai
- Antonio Casas : Cheikh Cedar
- José Nieto : Pir Kamek

## Autour du film
Charles Fawcett joue deux rôles dans ce film. Après que le personnage du cheikh Mohammed Emin meurt, il revient dans celui du cheikh Kadir Bei. À l'origine, Hans Nielsen devait tenir ce rôle, mais il meurt peu avant le tournage.
L'adaptation au cinéma en deux parties a conduit à un différend entre Lex Barker et le producteur Artur Brauner. Au départ, il n'y avait qu'un seul film. Barker demanda un paiement supplémentaire de ses honoraires d'un montant de 100.000 DM. Il gagne le procès.
De même, il y en eut un autre entre le producteur et le réalisateur Franz Josef Gottlieb, après la résiliation de son contrat le 16 juin 1965. Cela se finit par une longue médiation en 1968.